# James Files
James Files   (Oakman, 24 de gener de 1942) és un militar estatunidenc conegut per inculpar-se públicament el 1994 i el 2003 com l'autor del tercer tret disparat a la Plaça Dealey, el dia 22 de novembre de 1963, contra el President dels Estats Units, John F. Kennedy.
El seu testimoni no gaudeix de molta credibilitat entre els investigadors del cas. Segons ell, va rebre l'encàrrec de matar el president per part del mafiós Chuck Nicolleti de Chicago. Es va situar darrere la tanca de fusta del turó d'herba de la plaça i va realitzar el tercer i fatal tret que va impactar al cap de JFK, efectuant el dispar amb un rifle Remington Fireball, sempre segons les seves declaracions.
El seu testimoni no ha fet altra cosa que alimentar les nombroses teories de la conspiració que envolten l'assassinat del 35é president dels Estats Units d'Amèrica.